# قسطلونة (بلنسية)
بلدية قَسْطَلُونَة أو قسطليون  أو كشتالي أو كاستيلون دي لا بلانا (بالإسبانية: Castellón de la Plana)‏ مدينة إسبانية يبلغ عدد قاطنيها 172.624 ساكن، عاصمة مقاطعة قسطلونة ضمن منطقة بلنسية شرقي شبه الجزيرة الإيبيرية على ساحل أزاهار المتوسطي.
مقر أسقفي مع سيغوربي، وهي مدينة حديثة تمتد على سهل خصيب يبعد 4 كم عن البحر، حيث يوجد ميناء تجاري والسياحي الكبير ومنتجع إل غراو. بالإضافة إلى نشاط الميناء والسياحة البحرية والزراعة، تطور الإنتاج الصناعي للسيراميك في النصف الأخير من القرن العشرين تطورا كبيرا، ما جعلها تحتل أحد الأماكن الأولى في العالم في هذا المجال.

## التاريخ

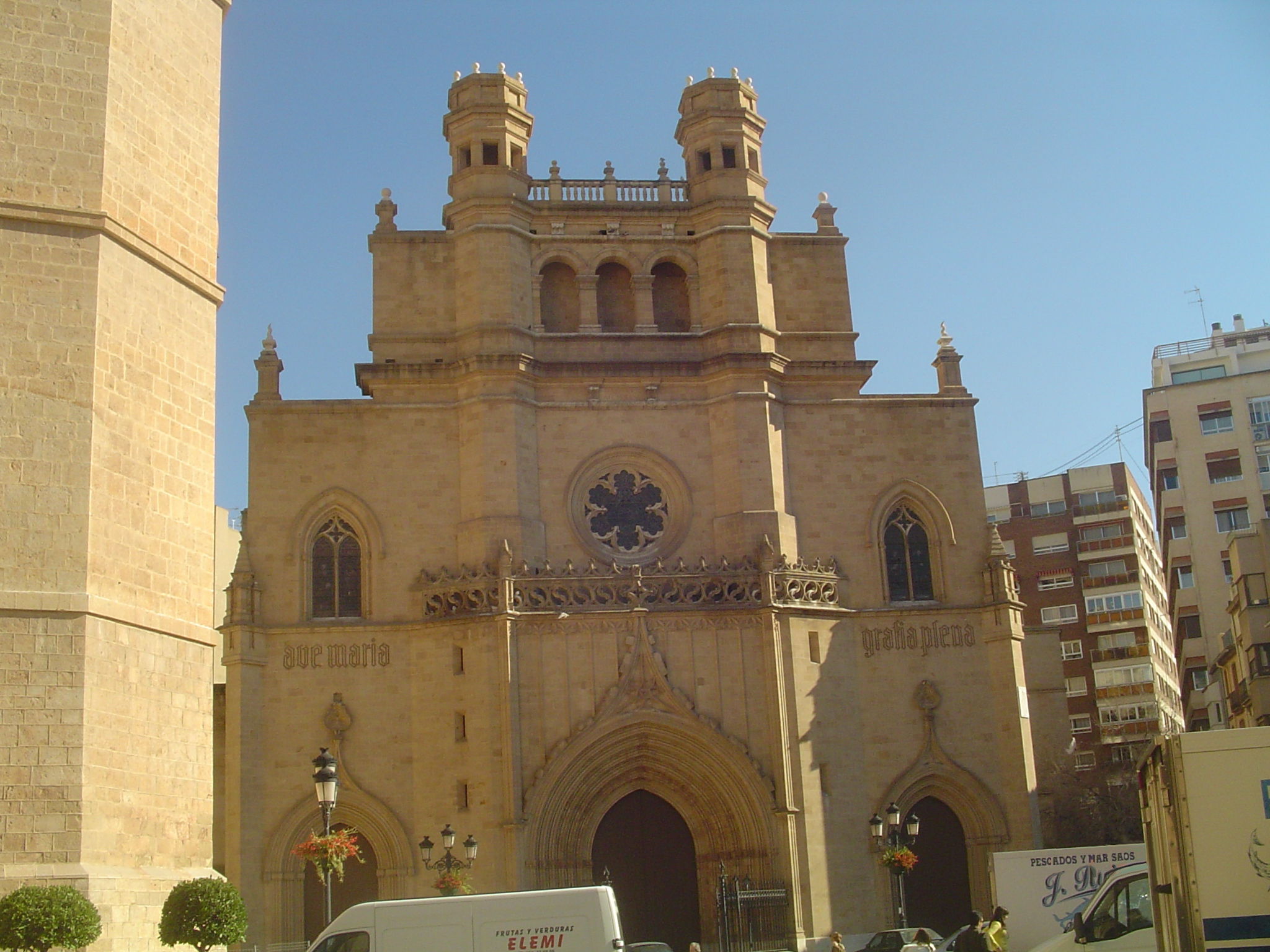
واجهة الكتدرائية

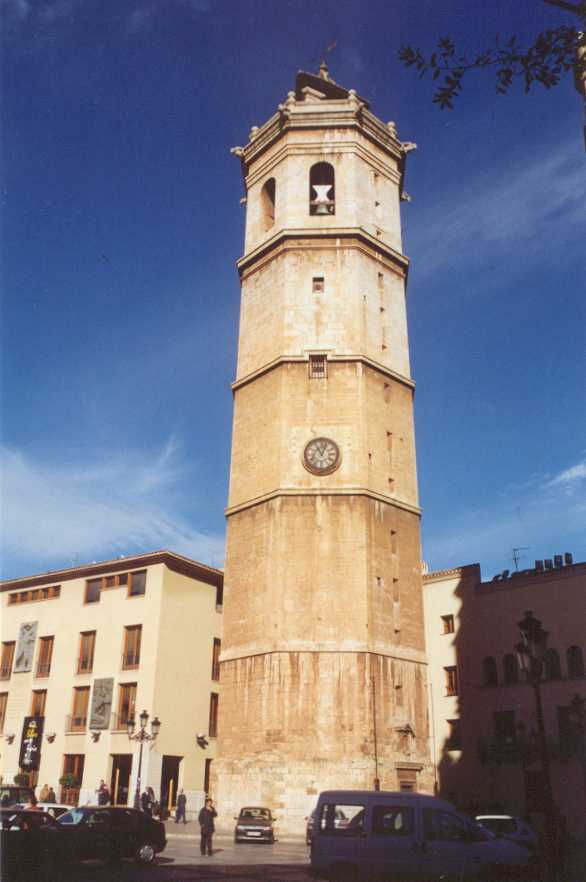
الفادري

قرب جبل سييرا دل دسييرتو دي لاس بالماس، المطلة على السهل باتجاه البحر توجد تلة ماغدالينا، لا يزال يوجد على قمتها التي تبعد 8 كم عن قسطلونة بقايا أسوار وأبراج تشهد على وجود بلدة مع قلعة.
و أول بناء معروف في المنطقة هو برج الفادري العربي بالقرب من ألكويرياس دي بلانا. 
بعد سقوط مملكة بلنسية الإسلامية بيد ملك أراغون خيم الأول سنة 1233.
سمح الملك في 8 سبتمبر سنة 1251 بلاردة (Lerida) للسكان بالانتقال إلى السهل، الأمر الذي تم بحسب الموروث المحلي يوم الأحد الثالث من الصوم الكبير من عام 1252. 
إحياءً لذكرى هذا الحدث يـُقام كل عام قبل بضعة أيام من يوم الأحد الثالث من الصوم الكبير مهرجان ماغدالينا، الذي يشكل يوم الأحد ذروته بالحج إلى دير سانتا ماريا ماغدالينا الأبيض (Romeria de les canyes)، الواقع على التلة التي غادر منها مؤسسو المدينة عام 1252. 
في 16 مارس 1260 أذن خيم الأول ببناء طريق بين البلدة الجديدة والبحر في المكان الذي عـُثـِرَ فيه على آثار مستوطنة ما قبل رومانية حيث بدأت أول عمليات النقل البحري التي تقدمت أنشطة الميناء الحالية. 
في 7 فبراير 1284 منحها بيدرو الثالث الكبير ابن خيم الأول صفة المدينة مع الحق في الحكم الذاتي بهيئات بلدية خاصة بها.
حـَمـَت المدينة خلال العصور الوسطى خنادق المائية وأسوار وأبراج، وبنيت كنيسة صارت في وقت لاحق كَتِدرَائية. في القرن السابع عشر كانت البلدة إحدى آخر معاقل ثورة النقابات (Revolta de les Germanies). كما أيدت شارل أرشيدوق النمسا في حرب الخلافة الإسبانية (1701-14)، بيد أن قوات فيليب الخامس ملك إسبانيا استولت عليها لاحقاً.
هُـدّمت أسوار قسطلونة ببطء في القرن التاسع عشر لتبدأ المدينة بالتوسع، وهي العملية التي توقفت بسبب حرب الاستقلال ضد نابليون (1804-14) والحروب الكارلية (1833-63). في عام 1833 أصبحت قسطلونة عاصمة للمقاطعة التي تم شـُكلت حديثاً. في النصف الثاني من القرن التاسع عشر، وبدأت المدينة في التوسع من جديد، تميز ذلك بوصول السكك الحديدية، وتوسيع الميناء وتشييد مباني هامة (مستشفى المقاطعة، كازينو، مسرح) والحدائق.
أُنشئت جامعة خاومي الأول بقسطلونة في عام 1991، واقعة في حرم جامعي حديث. ويعتمد الاقتصاد المحلي على الصناعة والأعمال الحرفية.

## معرض الصور

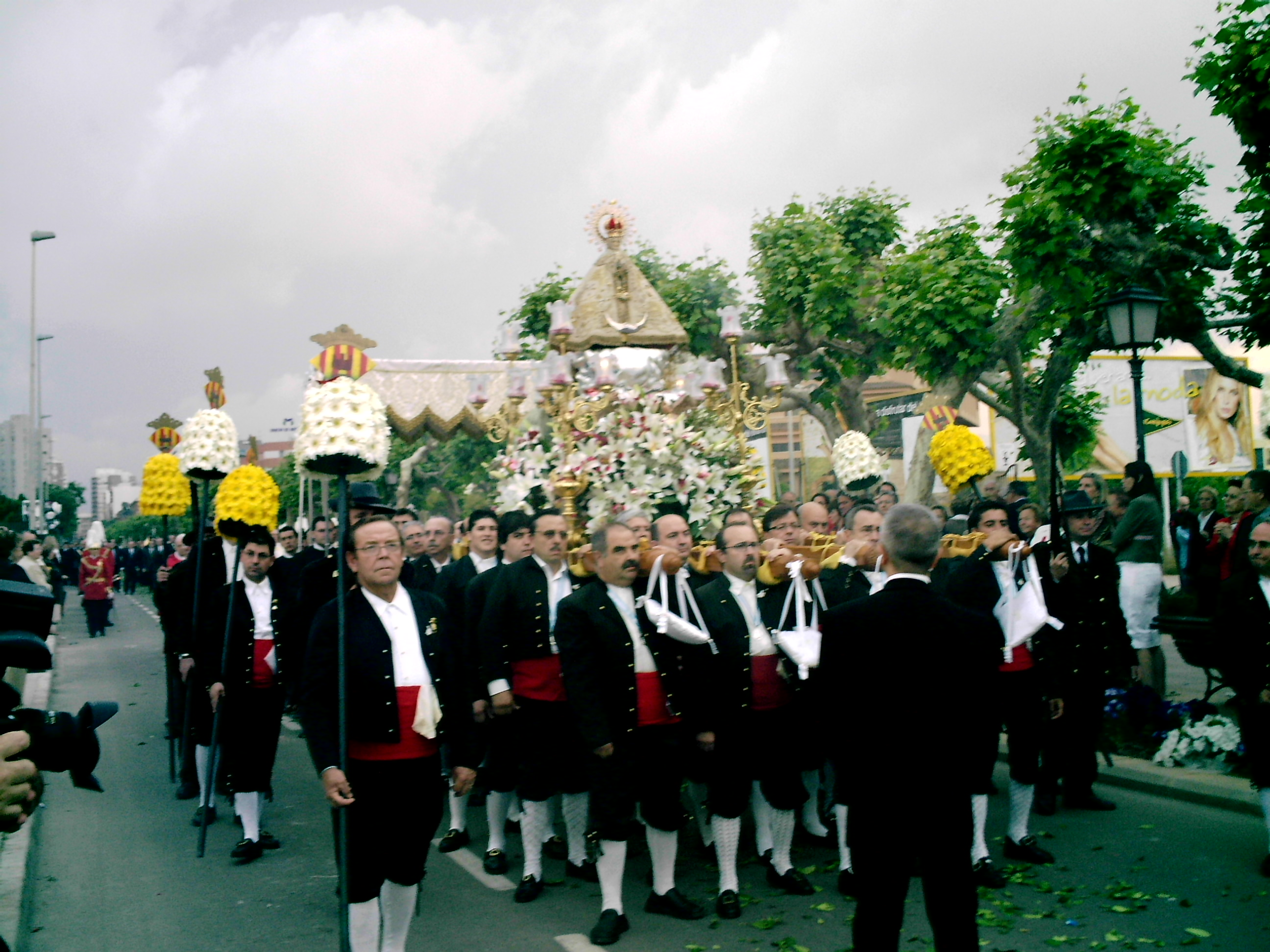
Virgen del Lledó durante sus fiestas
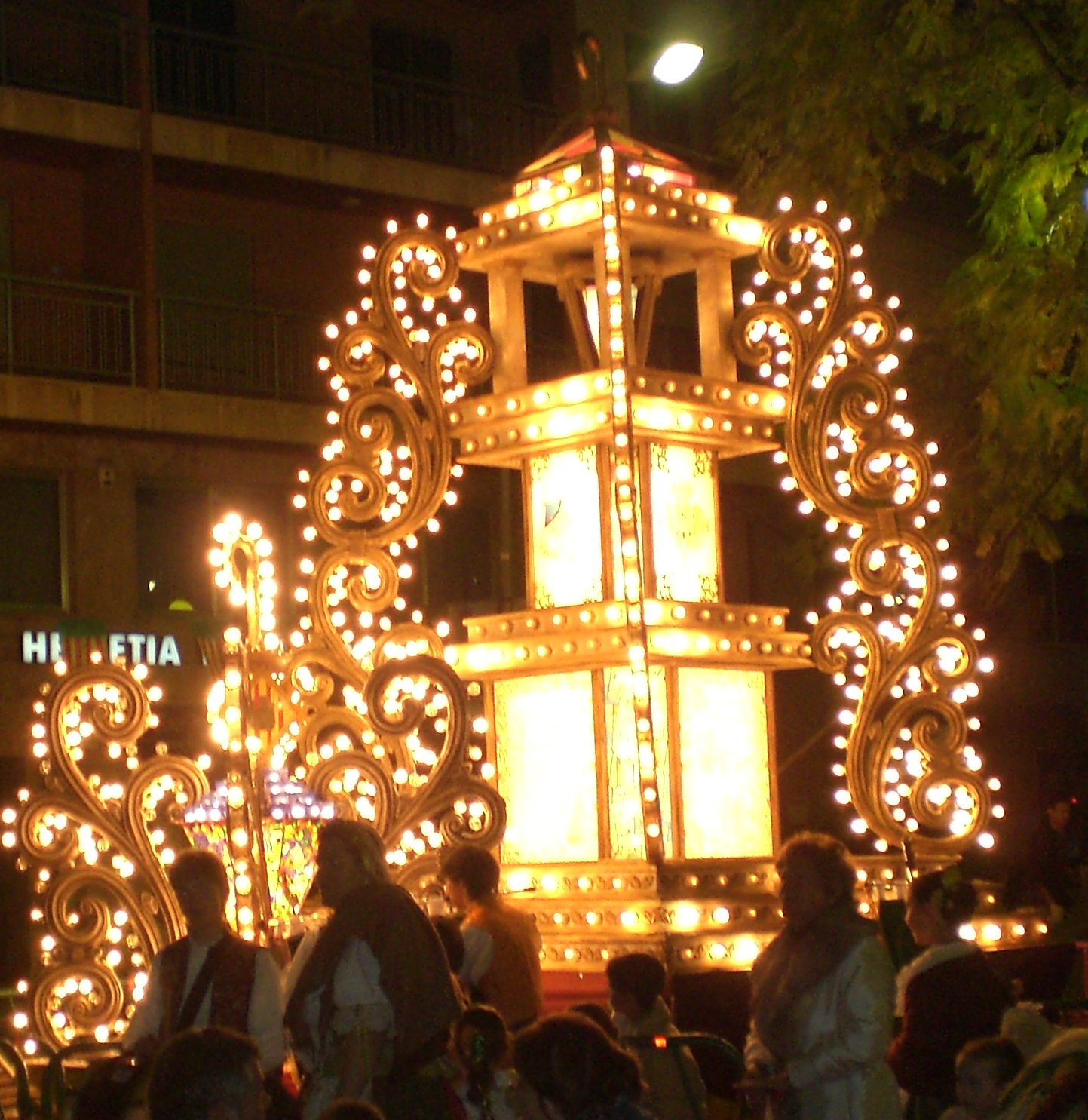
Gaiata